# 圣雅各伯堂 (曼哈顿)
天主教圣雅各伯堂（英語：St. James' Roman Catholic Church）是一座天主教教堂，位於美國紐約市下曼哈頓的双桥（Two Bridges）社区。該教堂是紐約市歷史第二古老的天主堂，興建於1835年至1837年。
该堂是一座新古典主义建筑，立面有两根多立克柱式巨柱。该建筑已被列入國家史蹟名錄。

## 外部連結
维基共享资源上的相關多媒體資源：圣雅各伯堂